# Larissa Crummer
Larissa Rose Crummer (* 10. Januar 1996 in Queensland, Australien) ist eine australische ehemalige Fußballnationalspielerin, die im Angriff spielte. 2013 gewann sie mit Sydney FC als 17-Jährige das Grand Final um die australische Meisterschaft. 2015 wurde sie erstmals in der australischen Fußballnationalmannschaft der Frauen eingesetzt. Sie wurde als jüngste australische Spielerin für die WM 2015 nominiert.

## Werdegang

### Vereine
Crummer spielte in ihrer Jugend im Angriff für Peninsula Power FC und erzielte dabei im Alter von 14 Jahren 12 Tore in ihrer ersten Saison. In der Saison 2012/13 spielte sie dann als 16-Jährige für Sydney FC in der W-League als Außenverteidigerin, Torerfolge blieben daher aus. Am Ende der Saison belegten sie den vierten Tabellenplatz und zogen in die Play-offs ein. Hier schalteten sie im Halbfinale den Titelverteidiger Brisbane Roar aus und zogen ins Finale ein. Dieses gewannen sie mit 3:1 gegen Melbourne Victory, wobei Crummer kurz vor Schluss eingewechselt wurde. Nach der Saison wechselte sie zum Halbfinalgegner Brisbane Roar. In der Saison 2013/14 und 2014 spielte sie dort zusammen mit der deutschen Nationaltorhüterin Nadine Angerer. Zusammen erreichten sie im Februar 2014 das Grand Final, verloren aber gegen Melbourne Victory FC mit 0:2. Crummer wurde dabei in der 58. Minute eingewechselt. Von 2015 bis 2017 spielte sie für den Melbourne City FC, mit dem sie in beiden Jahren die australische Meisterschaft gewann. Nach einem kurzen Abstecher zum Seattle Reign FC im Sommer 2017 kehrte Crummer wieder nach Melbourne zurück und gewann mit dem Verein erneut die Meisterschaft. Sie wechselte dann aber zu den Newcastle Jets, wo sie einen Vertrag für ein Jahr erhielt. Im Januar 2019 zog sie sich einen schweren Beinbruch zu, wodurch sie die gesamte Saison 2019/20 verpasste.
Seit Januar 2021 spielt sie wieder für Brisbane Roar. Im August verlängerte sie ihren Vertrag.
Im März 2023 erhielt sie einen Vertrag beim norwegischen Verein SK Brann Kvinner. Mit dem Verein nahm sie an der UEFA Women’s Champions League 2023/24, wo sie bis ins Viertelfinale vorstießen, dort aber gegen Titelverteidiger FC Barcelona ausschieden. Sie kam in 12 Spielen zum Einsatz und erzielte zwei Tore. Danach gab sie ihr Karriereende bekannt.

### Nationalmannschaften
Bereits als 14-Jährige war Crummer 2010 im Kader der australischen U-20-Fußballnationalmannschaft. Im November 2014 nahm sie mit der australischen U-20-Mannschaft an der Qualifikation für die U-19-Fußball-Asienmeisterschaft der Frauen 2015 teil und erzielte im ersten Gruppenspiel beim 6:0 gegen Hongkong das erste Tor. Beim 19:0 gegen Singapur saß sie auf der Bank, beim 3:0 gegen Vietnam wirkte sie wieder mit, blieb aber ohne Torerfolg. Australien hat sich damit für die Endrunde im August 2015 qualifiziert.
Am 10. Februar 2015 machte sie gegen Nordkorea ihr erstes Länderspiel für Australien. Im März 2015 nahm sie mit Australien am Zypern-Cup 2015 teil, wo sie im ersten Gruppenspiel gegen die Niederlande mit ihrem ersten Länderspieltor den 1:0-Siegtreffer erzielte. Sie wurde dann noch beim 0:3 gegen England eingesetzt, die beiden restlichen Spiele sah sie von der Bank. Am 12. Mai 2015 wurde sie als jüngste Australierin und Spielerin mit den wenigsten Länderspielen für den australischen WM-Kader 2015 nominiert. Bei der WM wurde sie im dritten Gruppenspiel gegen Schweden in der 63. Minute für Kapitänin Lisa De Vanna eingewechselt, für die sie auch im Viertelfinale in der 67. Minute eingewechselt wurde. 20 Minuten später erzielte die Japanerin Mana Iwabuchi, die fünf Minuten nach ihr eingewechselt wurde das einzige Tor des Spiels.
Für die Olympischen Spiele 2016 wurde sie ebenfalls nominiert, hatte da aber auch nur zwei Kurzeinsätze. Im März 2018 wurde sie für die Fußball-Asienmeisterschaft der Frauen 2018 in Jordanien nominiert. Dort kam sie aber nicht zum Einsatz. Sie konnte wegen ihres Beinbruchs auch nicht für die WM 2019 nominiert werden. Erst im Juni 2022 wurde sie wieder in der Nationalmannschaft eingesetzt.
Am 19. Juni 2023 wurde sie für den vorläufigen WM-Kader nominiert. Für den endgültigen Kader wurde sie dann aber nicht berücksichtigt. Auch nach der WM wurde sie nicht wieder nominiert.

## Erfolge
- 2012/13: Australische Meisterschaft (Sydney FC)
- 2015/16, 2016/17, 2017/18: Australische Meisterschaft (Melbourne City FC)